# L'Adunata dei Refrattari
L'Adunata dei Refrattari (Call of the refractaries) è stato un giornale anarchico in lingua italiana pubblicato a New York dal 15 aprile 1922 al 24 aprile 1971.

## Storia, caratteristiche e orientamenti
Il periodico venne fondato con il massiccio appoggio del gruppo che faceva riferimento a  Luigi Galleani.
Tra il 1922 e il 1927 la testata fu diretta da Costantino Zonchello, seguito da Ilario Margarita, amministrato da Osvaldo Maraviglia. Nel 1928 ne assunse la direzione Max Sartin, pseudonimo di Raffaele Schiavina che la tenne fino alla chiusura del giornale stesso nel 1971.
Al giornale collaboravano Camillo Berneri e Armando Borghi, tra gli italiani anche Virgilio Gozzoli, autore anche della pubblicazione Chanteclair ed aveva una proiezione internazionale nella "galassia" libertaria. La rivista era conosciuta anche al di fuori dell'ambiente anarchico ed ebbe anche gran importanza per l'aiuto fornito a suo tempo al comitato in favore di Sacco e Vanzetti. Con differenti funzioni e ruoli ruotarono attorno alla rivista, per lunghi anni, personalità del calibro di Malatesta, Armando Borghi, Gigi Damiani, Michele Schirru e Sante Ferrini. Su L'Adunata dei Refrattari  dell'11 maggio 1929, col titolo I nostri caduti: Dante Carnesecchi, comparve l'elogio funebre per Dante Carnesecchi a firma del Futurista di sinistra Auro d'Arcola (Tintino Persio Rasi). La rivista fu pubblicata settimanalmente per oltre 40 anni, per poi divenire bisettimanale. Il direttore clandestino rimase Max Sartin, in primo luogo perché  perseguitato dai fascisti in quanto miliziano degli Arditi del Popolo ed ideatore di un attentato contro il console fascista a Parigi e poi perché ricercato negli Stati Uniti quale sovversivo e passibile pertanto di espulsione. Grazie alla perseveranza di Max Sartin, l'immensa raccolta dei numeri de L'Adunata è stata depositata presso la Public Library di Boston e registrata sotto il nome di «Fondo l'Adunata».

## I giornali libertari "italo-americani"
Negli Stati Uniti, pur mancando una struttura organizzatrice anarchica sul territorio, oltre a L'Adunata dei Refrattari venivano redatti molti giornali in lingua italiana: La questione sociale, Il Martello di Carlo Tresca, Germinal e Cronaca sovversiva, Controcorrente, pubblicati nelle città di Boston e Chicago. Erano giornali a più bassa tiratura. Accanto a questi vi erano inoltre pubblicazioni, il cui scopo era propagandistico o sindacale, che venivano redatti nelle zone minerarie e in California. La scelta degli anarchici italo-americani e dei rifugiati a causa del fascismo, permise una propaganda efficiente dell'ideologia libertaria fra gli immigrati. Tali pubblicazioni fungevano spesso da "luoghi d'incontro" per scambi culturali e organizzazione di eventi sociali non necessariamente legati all'ideologia politica.

## Raccolte de "L'Adunata dei Refrattari "
- Numero del 1º novembre 1944:

 Pagina 1 (JPG),
 Pagina 2 (JPG),
 Pagina 3 (JPG),
 Pagina 4 (JPG),
 Pagina 5 (JPG),
 Pagina 6 (JPG),
 Pagina 7 (JPG),
 Pagina 8 (JPG).
- Numero del 1º dicembre 1944:

 Pagina 1 (JPG),
 Pagina 2 (JPG),
 Pagina 3 (JPG),
 Pagina 4 (JPG),
 Pagina 5 (JPG),
 Pagina 6 (JPG),
 Pagina 7 (JPG),
 Pagina 8 (JPG).
- Numero del 15 marzo 1945:

 Pagina 1 (JPG),
 Pagina 2 (JPG),
 Pagina 3 (JPG),
 Pagina 4 (JPG),
 Pagina 5 (JPG),
 Pagina 6 (JPG),
 Pagina 7 (JPG),
 Pagina 8 (JPG).